# Anon Schmitson
Anon Schmitson foi um patinador artístico alemão. Schmitson conquistou a medalha de prata na primeira edição do Campeonato Europeu em 1891 e foi campeão alemão em 1891.

## Principais resultados
| Resultados         | Resultados       | Resultados    | Resultados    | Resultados    | Resultados    | Resultados    | Resultados    | Resultados    | Resultados    | Resultados    | Resultados    | Resultados    |
| Internacional      | Internacional    | Internacional | Internacional | Internacional | Internacional | Internacional | Internacional | Internacional | Internacional | Internacional | Internacional | Internacional |
| Evento/Temporada   | 1890– 1891       |               |               |               |               |               |               |               |               |               |               |               |
| ------------------ | ---------------- | ------------- | ------------- | ------------- | ------------- | ------------- | ------------- | ------------- | ------------- | ------------- | ------------- | ------------- |
| Campeonato Europeu | Medalha de prata |               |               |               |               |               |               |               |               |               |               |               |
| Nacional           |                  |               |               |               |               |               |               |               |               |               |               |               |
| Campeonato Alemão  | Medalha de ouro  |               |               |               |               |               |               |               |               |               |               |               |